# نورا المطروشي
نورا المطروشي (مواليد 1993) هي مهندسة ورائدة فضاء إماراتية. أنضمت لبرنامج ناسا لرواد الفضاء  تخرجت رائدا الفضاء نورا المطروشي ومحمد الملا في برنامج "ناسا لرواد الفضاء 2021"،  خلال حفل أُقيم في مركز جونسون للفضاء في هيوستون، الولايات المتحدة الأمريكية2021.

## حياتها
المطروشي هي مهندسة ميكانيكية بالتدريب، حاصل على درجة البكالوريوس من جامعة الإمارات العربية المتحدة وتخرجت منها عام 2015. شاركت في الأولمبياد الدولي للرياضيات 2011 في أمستردام، هولندا. درست في عام 2014 في جامعة فاسا للعلوم التطبيقية [الإنجليزية] في فنلندا، ودرست اللغة الكورية في جامعة هانيانغ في سيول، كوريا الجنوبية. تعمل منذ عام 2016 كمهندسة أنابيب في شركة الإنشاءات البترولية الوطنية بالإمارات العربية المتحدة. وهي أيضًا عضو في الجمعية الأمريكية للمهندسين الميكانيكيين، كما أنها تولت منصب نائب رئيس مجلس الشباب لمدة ثلاث سنوات متتالية، وسبق لها أن مثلت دولة الإمارات في مؤتمر الأمم المتحدة للشباب صيف 2018، وشتاء 2019. أصبحت نورا المطروشي أول رائدة فضاء عربية وإماراتية بعد اختيارها من بين 4000 مرشح للتدريب مع وكالة الفضاء الأمريكية ناسا بعد عدم قبولها في عام 2018.
بدأ شغف نورا بالفضاء عندما أجرت معلمتها محاكاة لرحلة إلى القمر في صفّها المدرسي، حيث دخل الطلبة إلى ما يشبه خيمة كبيرة وُضعت وسط الصف لتكون كأنها مركبة فضائية. وعند الخروج منها، كان كل شيء مغطى بملاءات رمادية، وكانت الأضواء مطفأة. تقول نورا عن تلك التجربة: "كان لهذا اليوم أثر في نفسي وطُبع في ذهني"، وتضيف: "أتذكر أني كنت مذهولة، وقلت في قرارة نفسي إنني أريد اختبار ذلك في الحقيقة، وأريد الذهاب إلى سطح القمر. ومن تلك اللحظات بدأ كل شيء".
شاركت نورا على مدى عامين في برنامج تدريبي مكثف مع عشرة أميركيين آخرين، وذلك بتعاون بين ناسا ومركز محمد بن راشد للفضاء، وقد شمل برنامجهم التدريبي دورات على كيفية البقاء على قيد الحياة، وعمليات محاكاة عن السير في الفضاء بالبدلات، وقيادة الطائرات الأسرع من الصوت.

تقول نورة: 
أريد أن تعود البشرية إلى القمر، وأن تذهب إلى أبعد من القمر، وأرغب في أن أكون جزءا من تلك المهام.
وتقول أيضًا:
أن أصبح رائدة فضاء هو بالنسبة إلي وسيلة للبناء على هذا الإرث، وعلى ما بدؤوه قبل آلاف السنين.